# Васильковский, Сергей Иванович
Серге́й Ива́нович Василько́вский (7 [19] октября 1854, Изюм, Харьковская губерния — 8 октября 1917, Харьков) — украинский живописец-пейзажист.

## Биография

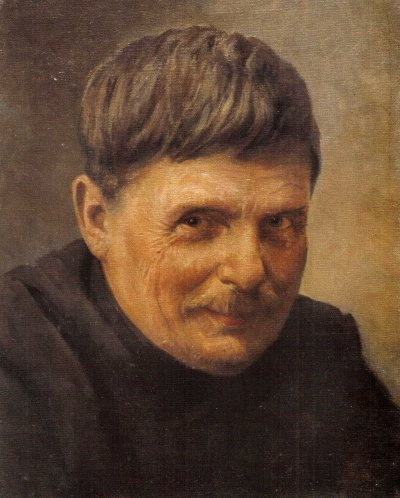
Портрет художника Сергея Васильковского. 1917 г. кисти Н. Уварова

Родился 7 октября 1854 в уездном городе Изюм Харьковской губернии в семье писаря. Среда и окружение, в которых рос будущий художник, были благоприятными для формирования его творческой личности. Его дед — чумак, который происходил из казацкого рода, привил молодому Сергею интерес к украинской старине, а мать — любовь к народным песням и фольклору. В 1861 родители Сергея переехали в Харьков, главный культурный центр Слобожанщины. Учился сначала в 1-й, а потом во 2-й в Харьковской гимназии
После пяти лет обучения в гимназии, по требованию отца, Васильковский вступает в Харьковское ветеринарное училище. Однако в 1873 году из-за денежных трудностей обучение в училище прерывается. Васильковский некоторое время работает канцелярским служащим при Харьковском казначействе. В 1876—1885 учился Императорской Академии художеств.
Как сообщали Харьковские губернские ведомости 20 мая 1884 г., С. И. Васильковский вместе с историком — этнографом Д. И. Яворицким и фотографом А. М. Иваницким, другом по учёбе во 2-й харьковской гимназии, совершили поездку «по запорожским пепелищам» — местам бывших владений запорожских казаков.

### Обучение
Первые навыки в изобразительном искусстве Сергей получил в Харьковской гимназии, его учителем был Дмитрий Безперчий (1825—1913) — бывший крепостной, соученик Тараса Шевченко по мастерской Карла Брюллова.
В годы обучения Васильковский имел возможность пользоваться библиотекой своего родственника, поэта В. Александрова. В библиотеке были сочинения Николая Гоголя, Ивана Котляревского, Тараса Шевченко. Эти книги оказали на него сильное влияние.
Обучался в Императорской Академии художеств (1876—1885), в пейзажном классе у М. К. Клодта и В. Д. Орловского. Успешное обучение дополнялось впечатлениями от выставок передвижников и поездок на родину.
В 1879 году за этюд с натуры Сергей Иванович получил первую академическую награду — малую серебряную медаль. В студенческие годы он сильно нуждался, жил на чердаке в Академии, в так называемой «казёнке», вместе с Порфирием Мартиновичем, Афанасием Сластёном, Геннадием Ладыженским, Николаем Самокишем, Яном Ционглинским, которые также стали известными художниками. В 1881 году получил вторую малую серебряную медаль.
В 1883 году, выполнив учебную программу, путешествует по Украине, создаёт ряд известных пейзажей «Весна на Украине», «Летом», «Каменная балка», «На околице», что позволило ему принять участие в конкурсе на золотую медаль и во всероссийской академической выставке. За пейзажные этюды, в которых он передавал живописность украинской природы, Васильковский получил 5 серебряных и одну малую золотую медаль. За картину «На Донце» по программе «Пейзаж с деревьями, фигурами людей, и животных на первом плане» (1885, не сохранилась) получил большую золотую медаль, дающую право на зарубежную поездку за казённый счёт на четыре года для профессионального усовершенствования в качестве пенсионера Академии художеств. Окончил Академию художеств со званием классного художника 1-й степени.

### Путешествие по Европе
В марте 1886 года Васильковский выезжает за границу. Живёт во Франции, путешествует по Англии, Испании, Италии, Германии, Северной Африке. Знакомится с коллекциями художественных музеев, совершенствует мастерство, руководствуясь советами Владимира Орловского и Ивана Похитонова, которые жили в то время в Париже, много работает, выставляет свои работы в Парижском салоне.
Пребывание за границей усилило желание направить свой талант на развитие пейзажного жанра. Васильковский пешком проходит по Харьковской, Полтавской губерниям, спускается по Днепру до Запорожья. Рисует леса и луга, сельские хаты и улицы в разное время года, часто с несложными жанровыми мотивами, что органично вписываются в природу, — избегая упрощения, углубляя структуру образов. В канву современных образов земли вплетаются лирические отступления, исторические пейзажи на казацкую тематику, которые передают дух ушедшей эпохи.
Начиная с академического периода, его привлекали мотивы столкновений казаков с татарами, и он посещал батальная мастерскую, где учился его друг Николай Самокиш. Преимущественно, это произведения обобщённого характера, в которых отсутствует динамическое действие или распространенный в то время этнографически-бытовой сюжет (за исключением таких полотен, как «Стычка казаков с татарами» (1892), «Свидание» (1894)), они трактованы романтично, родственные по настроению с народным песенным фольклором.

## Наиболее известные работы
- «Весна», 1885.
- «Пейзаж», 1886.
- «Охота на куропаток», 1888.

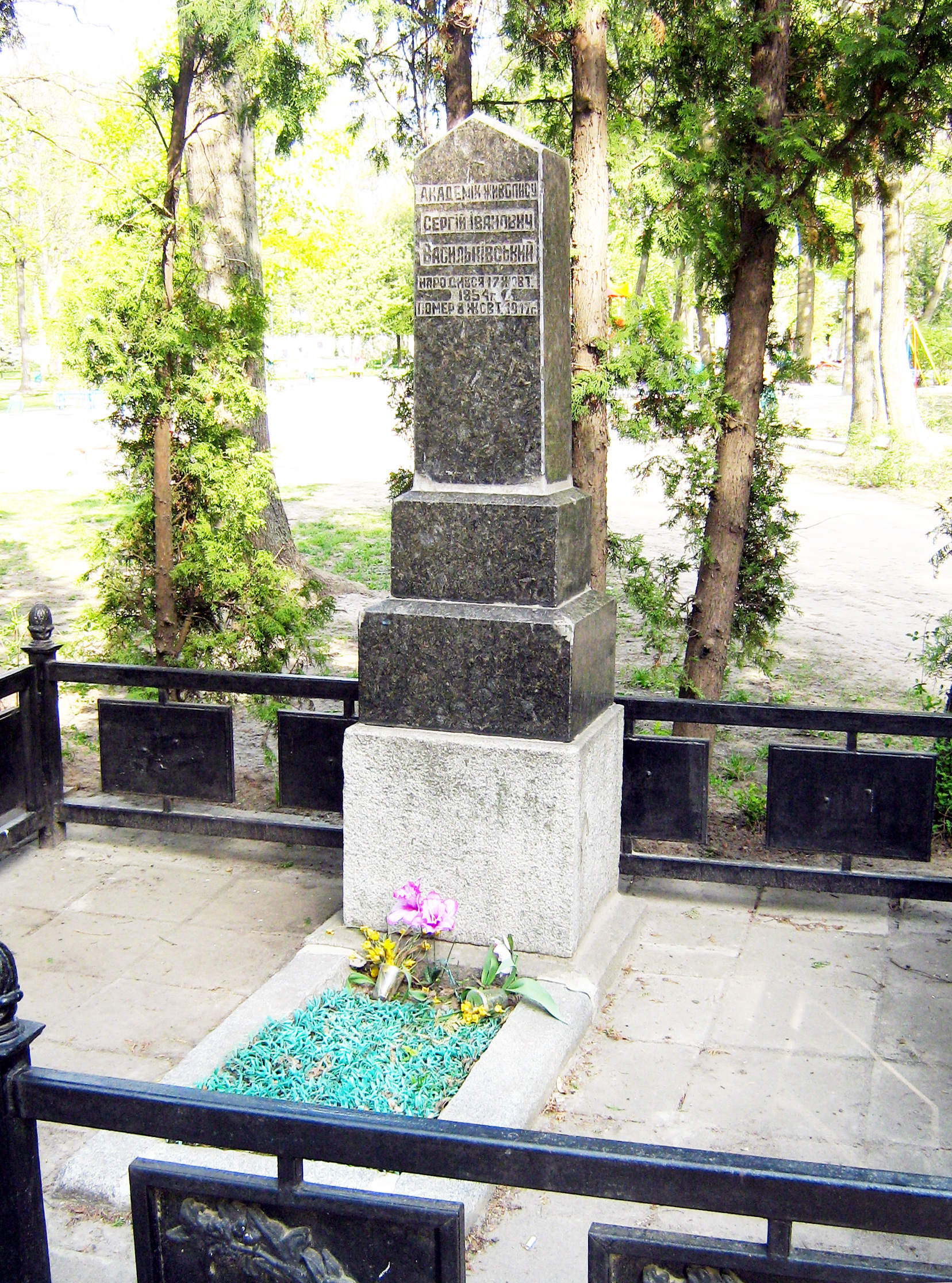
Могила С. И. Васильковского в Харькове.

- «Окрестности Хелоса, в Испании», 1888.
- «Запорожец на разведках», 1889 (работа находилась в коллекции Таганрогского краеведческого музея, в 1941 г. похищена оккупантами).
- «Казачий пикет», 1888, Харьковский художественный музей.
- «Сторожа Запорозьких Вольностей» («Казаки в степи»), около 1890, Национальный музей изобразительного искусства.
- «На страже», ок. 1890, Одесский художественный музей.
- «Казак в степи. Тревожные знаки», ок. 1905, Сумской художественный музей.
- «Казачья гора», 1890, Харьковский исторический музей имени Н. Ф. Сумцова.
- «Казачье поле», ок. 1890, Сумской художественный музей.
- «Кубань», ????, Краснодарский краевой художественный музей имени Ф. А. Коваленко.

Излюбленный сюжет Васильковского — вооружённый казак-всадник в степи, или группа казаков на страже, в конном походе или на отдыхе.

## Портретист Тараса Шевченко
Васильковский — автор известного портрета Шевченко с автографом (1910—1911). Поэт изображён сидящим, на фоне широкой панорамы степи с низким горизонтом и высоким небом. Васильковский написал также портрет поэта (1907), опираясь на один из наиболее растиражированных фотопортретов, сделанный М. Доссом в апреле 1858 года, либо используя портрет Шевченко, размещённый в издании: Шевченко Т. Г. Кобзарь: С портретом и автографом. — К., 1899; или на образ поэта, созданный И. Репиным, по той же фотографии. Этот портрет не подписан. но, видимо, создан художником 1907 (по надписи на обратной стороне, сделанной И. Бойко, потомком бывшего владельца портрета, С. И. Бойко, знакомого Васильковского).

## Вклад в развитие украинского искусства
Высоко ценя творческую независимость, Васильковский не связывал себя членством в каких-либо объединениях и представлял свои работы на выставки разных товариществ Петербурга, Харькова, Киева. От Академии Васильковский отошёл.
В 1900 году организовал в Харькове первую персональную выставку из 120 произведений.
Вместе с Самокишем издал большой альбом рисунков, с аннотациями Яворницкого — «Из Украинской старины» (1910). А в 1912 году в Лейпциге выходит другая работа — «Мотивы украинского орнамента», к которому Вальковским были написаны множественные акварели с интереснейшими образцами вышивок XVIII — начала XIX веков.
Перед смертью он завещал Музею археологии и этнографии Слободской Украины более 1340 своих произведений и значительную денежную сумму для создания в Харькове большого национального художественного музея.
Художник Сергей Васильковский оставил почти 3000 работ, в последние дни жизни полторы тысячи из них он передал Харьковскому художественному музею. К сожалению, большая часть из них погибла во время Великой Отечественной войны, и сегодня в музеях и частных собраниях находится около 500 его произведений.
«Всеобщая история искусств» характеризует Васильковского как представителя украинской национальной школы живописи, продолжавшего традиции передвижников, выделяя стенные росписи в Полтавском земском доме «Выборы полковника Пушкаря», «Бой казака Голоты с татарином» (1900—1914). Для художника характерен интерес к национальным образам и истории.

## Галерея

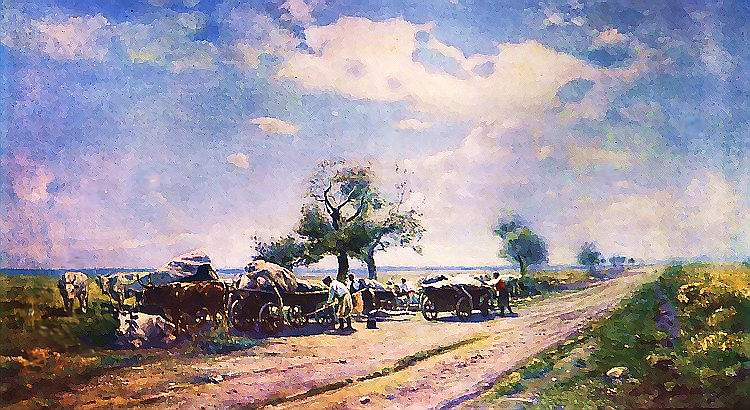
«Чумацкий Ромодановский шлях»
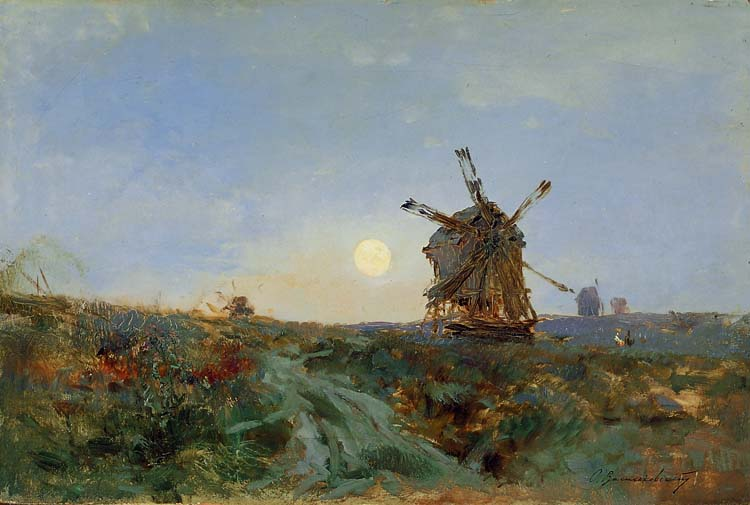
«Мельницы»
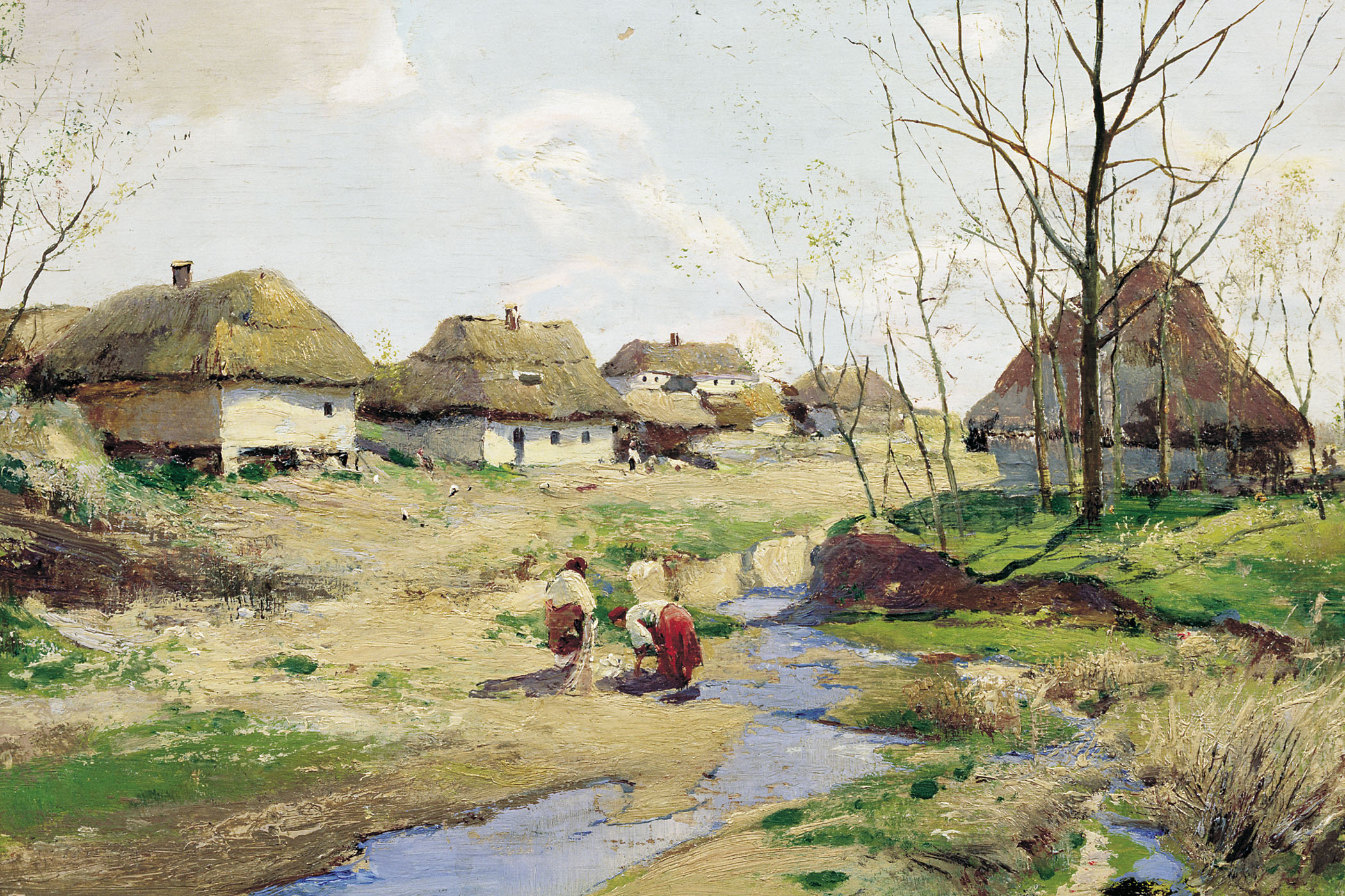
«Весенний день на Украине»
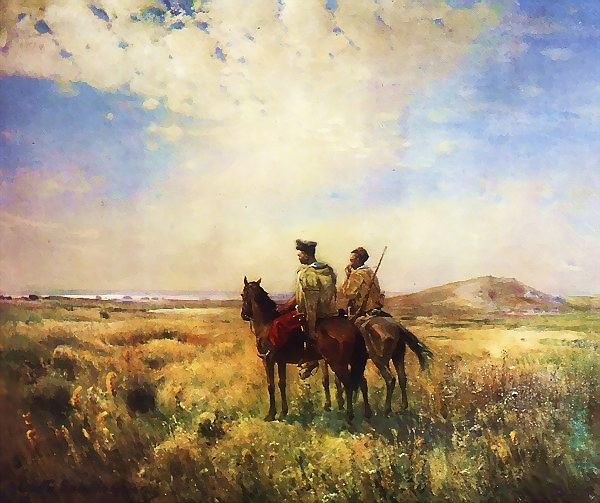
«Сторожа Запорожских вольностей»
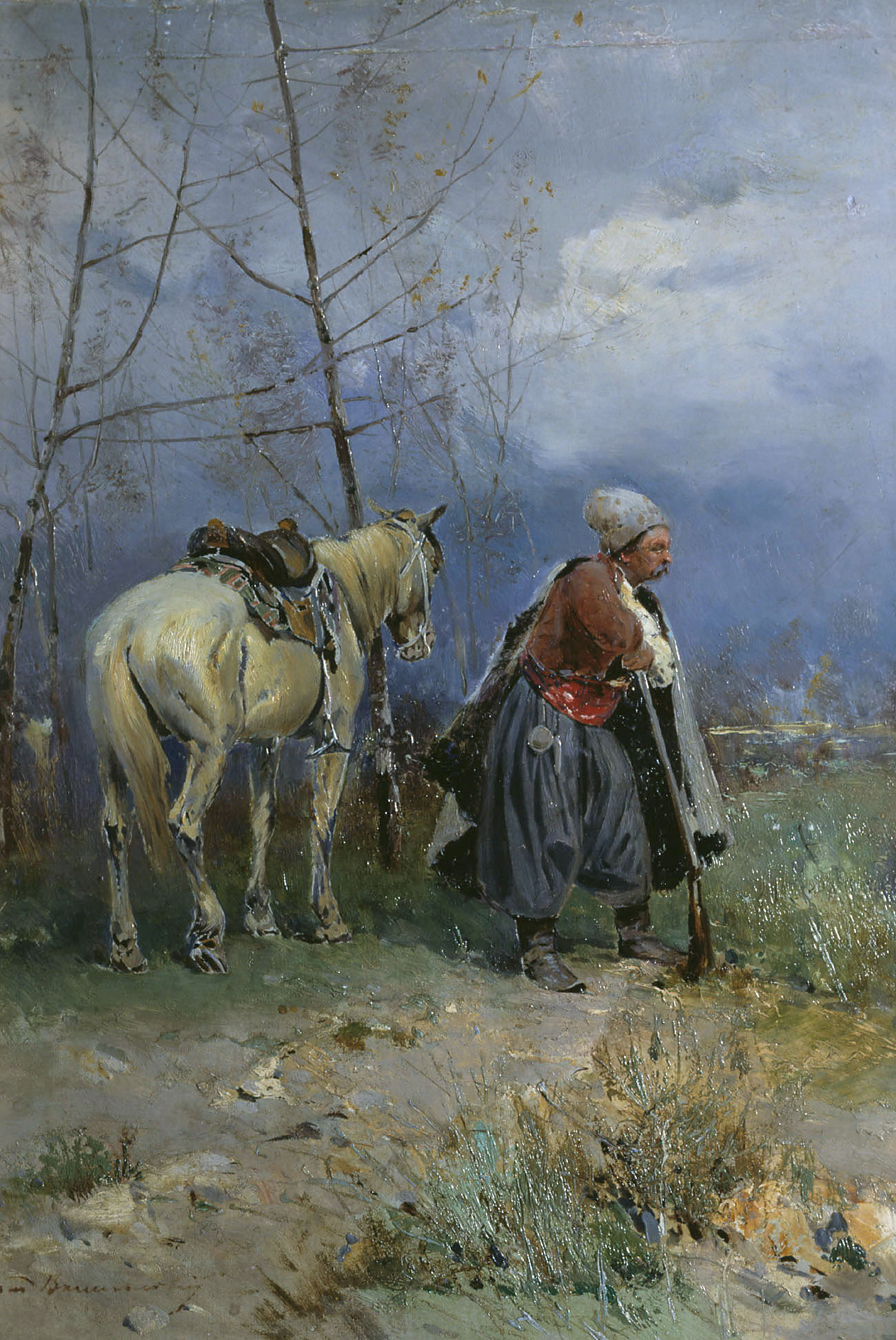
«Запорожец в дозоре»
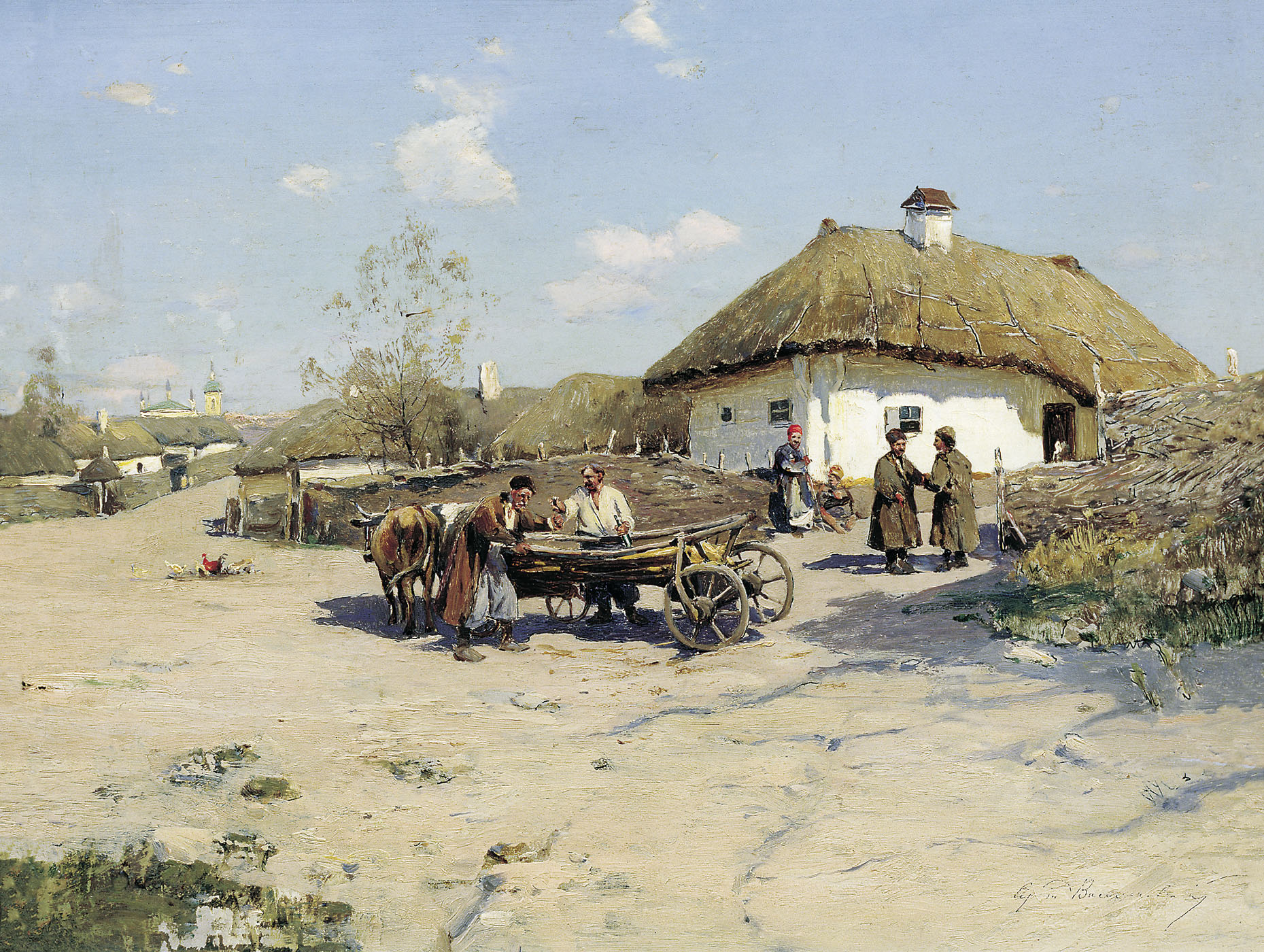
«Околица»
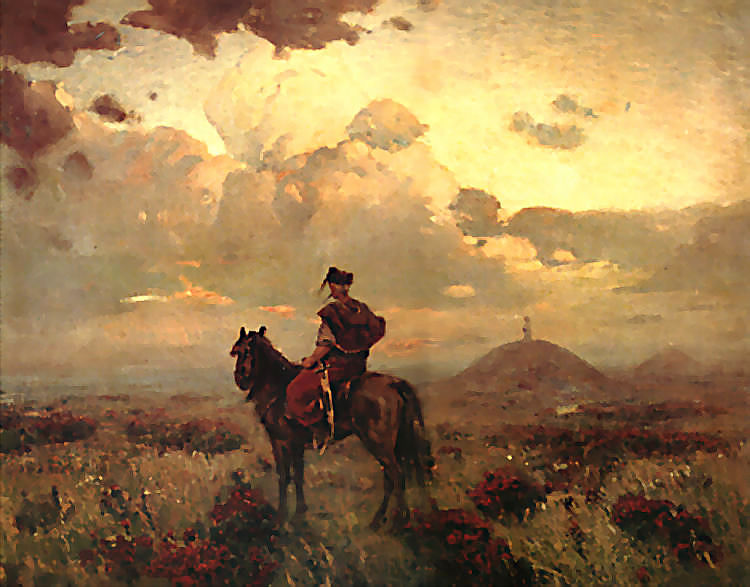
«Казак в степи. Тревожные знаки»